# Babao, Guizhou
Babao (kinesiska: 八堡) är en etnisk minoritetssocken för yi- och miao-folken i sydvästra Kina. Den ligger i Dafang härad i staden Bijie i provinsen Guizhou, omkring 140 kilometer nordväst om provinshuvudstaden Guiyang. 